# .ye
.ye je vrhovna internetska domena (country code top-level domain - ccTLD) za Jemen. Domenom upravlja YNET.

## Vanjske poveznice
- IANA .ye whois informacija  Arhivirana inačica izvorne stranice od 29. lipnja 2006. (Wayback Machine)